# Чемпіонат України з футболу 2005—2006: перша ліга
У турнірі команд першої ліги чемпіонату України брали участь 18 команд:
| - ФК «Бершадь» (Бершадь) - «Борисфен» (Бориспіль) - «Газовик-Скала» (Стрий) - «Геліос» (Харків) - «Динамо-2» (Київ) - «Динамо-ІгроСервіс» (Сімферополь) - «Енергетик» (Бурштин) - «Зоря» (Луганськ) - «Карпати» (Львів) | - «Кримтеплиця» (Молодіжне) - «Нафтовик-Укрнафта» (Охтирка) - «Оболонь» (Київ) - «Поділля» (Хмельницький) - «Спартак» (Івано-Франківськ) - «Спартак» (Суми) - «Сталь» (Дніпродзержинськ) - ЦСКА (Київ) - «Шахтар-2» (Донецьк) |

 — команди, що опустилися з вищої ліги.

 — команди, що піднялися з другої ліги.
Команда «Бершадь» зайняла місце вінницької «Ниви» перед початком сезону.
23 травня 2006 року команда ФК «Бершадь» виключена зі змагань, у решті матчів команді зараховані технічні поразки −:+.

## Підсумкова турнірна таблиця
| М  | Команда             | І  | В  | Н  | П  | РМ    | О  |
| -- | ------------------- | -- | -- | -- | -- | ----- | -- |
|    | «Зоря»              | 34 | 27 | 6  | 1  | 74−13 | 87 |
|    | «Карпати»           | 34 | 25 | 5  | 4  | 53−14 | 80 |
|    | «Оболонь»           | 34 | 22 | 6  | 6  | 51−19 | 72 |
| 4  | «Нафтовик-Укрнафта» | 34 | 17 | 7  | 10 | 50−35 | 58 |
| 5  | «Динамо-2»          | 34 | 15 | 7  | 12 | 51−36 | 52 |
| 6  | «Газовик-Скала»     | 34 | 14 | 10 | 10 | 35−33 | 52 |
| 7  | «Поділля»           | 34 | 14 | 7  | 13 | 39−37 | 49 |
| 8  | «Сталь»             | 34 | 13 | 9  | 12 | 34−29 | 48 |
| 9  | «Кримтеплиця»       | 34 | 12 | 11 | 11 | 35−34 | 47 |
| 10 | «Спартак» ІФ        | 34 | 10 | 15 | 9  | 33−31 | 45 |
| 11 | «Шахтар-2»          | 34 | 12 | 8  | 14 | 37−42 | 44 |
| 12 | «Геліос»            | 34 | 12 | 8  | 14 | 26−35 | 44 |
| 13 | «Динамо-ІгроСервіс» | 34 | 10 | 8  | 16 | 40−51 | 38 |
| 14 | «Енергетик»         | 34 | 8  | 12 | 14 | 31−44 | 36 |
| 15 | ЦСКА                | 34 | 8  | 8  | 18 | 25−52 | 32 |
| 16 | «Борисфен»          | 34 | 3  | 14 | 17 | 23−46 | 23 |
| 17 | «Спартак» С         | 34 | 5  | 5  | 24 | 28−68 | 20 |
| 18 | ФК «Бершадь»        | 34 | 3  | 4  | 27 | 14−60 | 4  |

Позначення:
Команда ФК «Бершадь» позбавлена 9-ти турнірних очок згідно з рішеннями КДК ФФУ від 16 грудня 2005 року і 24 лютого 2006 року, після 29-го туру знялася зі змагань і в решті матчів їй зараховано технічні поразки −:+.
Із введенням турніру дублерів у вищій лізі команда «Шахтар-2» відмовилась від участі в наступному чемпіонаті, тому «Спартак» Суми зберіг місце в першій лізі.

## Результати матчів
| М  | Команда             | ЗОР | КАР | ОБО | НАФ | Д-2 | ГАЗ | ПОД | СТА | КРИ | СІФ | Ш-2 | ГЕЛ | ДИН | ЕНЕ | ЦСК | БОР | СПС | БЕР |
| -- | ------------------- | --- | --- | --- | --- | --- | --- | --- | --- | --- | --- | --- | --- | --- | --- | --- | --- | --- | --- |
| 1  | «Зоря»              |     | 1:0 | 3:1 | 2:0 | 4:0 | 4:1 | 4:0 | 1:0 | 1:0 | 3:1 | 3:0 | 3:0 | 2:1 | 3:0 | 3:0 | 2:0 | 6:0 | 5:0 |
| 2  | «Карпати»           | 0:1 |     | 0:1 | 2:1 | 1:0 | 1:0 | 3:1 | 1:0 | 1:0 | 2:1 | 1:0 | 1:0 | 4:1 | 0:0 | 3:0 | 2:0 | −:− | 3:0 |
| 3  | «Оболонь»           | 0:1 | 0:1 |     | 2:1 | 2:0 | 2:0 | 3:0 | 2:1 | 2:0 | 1:0 | 0:0 | 2:0 | 1:0 | 2:0 | 3:0 | 1:0 | 2:0 | 6:0 |
| 4  | «Нафтовик-Укрнафта» | 1:2 | 0:0 | 1:2 |     | 2:0 | 3:0 | 2:0 | 1:0 | 2:0 | +:− | 4:1 | 3:1 | 3:2 | 2:0 | 2:1 | 1:1 | 2:2 | +:− |
| 5  | «Динамо-2»          | 0:2 | 0:1 | 1:3 | 1:1 |     | 1:1 | 0:1 | 2:0 | 1:2 | 4:1 | 0:0 | 4:0 | 1:0 | 0:0 | 4:0 | 1:0 | 4:0 | 6:0 |
| 6  | «Газовик-Скала»     | 1:0 | 0:2 | 0:0 | 1:0 | 2:1 |     | 2:2 | 0:0 | 2:0 | 1:0 | 2:0 | 2:0 | 0:0 | 0:2 | 2:1 | 1:0 | 3:2 | 0:1 |
| 7  | «Поділля»           | 1:2 | 1:2 | 1:0 | 0:2 | 1:2 | 1:1 |     | 0:0 | 2:0 | 1:2 | 1:0 | 2:0 | 0:1 | 0:0 | 2:0 | 1:0 | 3:0 | +:− |
| 8  | «Сталь»             | 0:0 | 1:1 | 2:0 | 2:0 | 2:4 | 1:2 | 3:0 |     | 4:1 | 3:2 | 1:0 | 0:2 | 2:0 | 0:0 | 0:1 | 1:1 | 2:0 | 2:1 |
| 9  | «Кримтеплиця»       | 0:0 | 0:0 | 3:3 | 0:1 | 1:2 | 1:0 | 0:0 | 1:2 |     | 3:2 | 1:0 | 1:0 | 0:0 | 1:1 | 2:1 | 0:1 | 4:0 | 3:0 |
| 10 | «Спартак» І-Ф       | 1:1 | 0:2 | 0:0 | 0:0 | 0:0 | 0:0 | 1:1 | 0:0 | 1:1 |     | 2:1 | 0:0 | 0:0 | 0:0 | 0:0 | 2:0 | 1:1 | +:− |
| 11 | «Шахтар-2»          | 1:2 | 0:1 | 0:0 | 2:1 | 3:1 | 3:1 | 2:2 | 3:1 | 2:2 | 0:2 |     | 1:1 | 1:0 | 2:3 | 1:0 | 2:2 | 2:0 | 2:1 |
| 12 | «Геліос»            | 0:0 | 0:1 | 1:0 | 2:1 | 1:0 | 1:1 | 0:2 | 1:0 | 0:0 | 0:1 | 0:1 |     | 0:1 | 1:0 | 1:0 | 4:0 | 3:2 | 2:0 |
| 13 | «Динамо-ІгроСервіс» | 0:3 | 1:1 | 1:4 | 0:3 | 2:2 | 2:1 | 0:3 | 1:3 | 0:1 | 0:3 | 4:1 | 2:2 |     | 7:1 | 3:2 | 3:0 | 1:4 | 2:0 |
| 14 | «Енергетик»         | 0:1 | 1:3 | 0:1 | 3:3 | 0:1 | 0:2 | 2:1 | 0:0 | 2:2 | 1:1 | 1:0 | 2:0 | 3:1 |     | 0:1 | 1:1 | 3:1 | 0:0 |
| 15 | ЦСКА                | 0:3 | 0:3 | 1:2 | 2:1 | 0:0 | 1:1 | 1:3 | 0:0 | 0:1 | 2:2 | 1:4 | 0:0 | 0:0 | 2:1 |     | 0:0 | 1:2 | 2:1 |
| 16 | «Борисфен»          | 2:2 | 1:2 | 1:2 | 1:2 | 1:2 | 0:0 | 0:2 | 0:1 | 0:0 | 1:3 | 0:0 | 2:2 | 0:0 | 3:1 | 1:2 |     | 1:0 | 0:0 |
| 17 | «Спартак» С         | 2:2 | 1:4 | 0:1 | 1:1 | 0:2 | 1:2 | 1:4 | 1:0 | 1:3 | 0:1 | 1:2 | −:+ | 0:1 | 2:1 | 1:3 | 2:2 |     | +:− |
| 18 | ФК «Бершадь»        | 0:2 | 1:4 | 0:0 | 2:3 | 2:4 | 0:3 | 1:0 | −:+ | 0:1 | 2:3 | −:+ | 0:1 | 0:3 | 0:2 | −:+ | 1:1 | 1:0 |     |

### Матч «Борисфен»— «Сталь»
9 жовтня 2005 року на стадіоні «Машинобудівник» у Фастові відбувся матч «Борисфен» — «Сталь», який закінчився з рахунком 0:0. «Сталь» подала протест до ПФЛ, оскільки розміри воріт і розмітка поля не відповідали регламенту. Бюро ПФЛ вирішило зарахувати «Борисфену» технічну поразку −:+, а «Сталі» — перемогу +:−. Однак «Борисфен» подав апеляцію і Апеляційний комітет ФФУ вирішив, що матч потрібно переграти в резервний день. Перегравання відбулося 3 квітня 2006 року на стадіоні «Колос» у Борисполі. «Сталь» перемогла 1:0.
У матчі у Фастові отримали попередження Віктор Ульяницький і Богдан Кондратюк («Борисфен») та Євген Атаєв («Сталь»). Для Віктора Ульяницького це була четверта картка в сезоні і наступний матч він пропустив. Пізніше він також отримав жовті картки у матчах проти «Поділля», ЦСКА, «Кримтеплиці» і «Динамо-2», і маючи 8 карток мав пропускати наступні два матчі, однак оскільки матч 9 жовтня перегравався, команда вирішила, що ті картки не рахуються, і гравець також вийшов на поле в матчі 14 квітня проти «Бершаді», де також отримав картку і тому пропускав два наступні матчі. Для Атаєва картка у фастівському матчі була другою в сезоні. Отримавши картки у матчах проти «Поділля», ЦСКА, «Борисфену» (на виїзді), «Борисфену» (вдома), «Нафтовика», «Динамо-2», гравець мав пропускати два наступні матчі проти «Динамо-ІгроСервіса» та івано-франківського «Спартака». Однак без врахування картки у переграному матчі в Атаєва було 7 карток, тому він вийшов на поле у цих матчах.
Однак ПФЛ ці картки врахувала в обліку карток, і 4 липня 2006 року Бюро ПФЛ анулювало результати матчів «Сталь» — «Спартак» ІФ, «Динамо-ІгроСервіс» — «Сталь» і «Бершадь» — «Борисфен» через участь у них дискваліфікованих гравців Євгена Атаєва і Віктора Ульяницького. Однак пізніше з'ясувалося, що Дисциплінарні норми ФІФА передбачають, що картки зароблені в матчах, які перегравалися, скасовуються. Тому 25 липня 2006 року це рішення було скасоване.

### Матч «Карпати»— «Спартак» С
18 березня 2006 року на стадіоні «Сокіл» у Стрию відбувся матч «Карпати» — «Спартак» Суми, який закінчився з рахунком 2:1. Однак після матчу у деяких ЗМІ з'явилися публікації, в яких цей матч називали «договірним». Професіональна футбольна ліга зібрала по цій зустрічі документи, які були направлені на розгляд Комісії чесної гри.
Розглянувши епізоди цього матчу, Комісія чесної гри вирішила, вважати матч 19-го туру між командами першої ліги «Карпати» і «Спартак» таким, який проведений без належної спортивної боротьби з нехтуванням інтересів глядачів окремими футболістами «Спартака» після забитого на 90-й хвилині гри м'яча у ворота «Карпат», що дало можливість команді «Карпати» забити переможний м'яч у доданий арбітром Євгеном Венгером час.
Документи по цій грі були подані до Бюро ПФЛ для розгляду та прийняття відповідного рішення. Однак на бюро ПФЛ голова комісії Анатолій Ревуцький повідомив, що йому потрібно ще десять днів, аби вивчити додаткові обставини, які з'явилися у цій справі. Через три дні на прес-конференції Ревуцький сказав, що цією додатковою обставиною є письмова заява делегата матчу «Карпати» — «Спартак» Михайла Митровського, в якій той чітко трактує цю гру як таку, що відбулася без належної спортивної боротьби. Однак у своєму першому рапорті Митровський навіть не натякнув на договірність матчу, а згадав про це лише через місяць (письмова заява Митровського офіційно зареєстрована 17 квітня).
Саме на підставі цього документа Комісія чесної гри під час повторного розгляду скандальної справи змінила свій висновок. Якщо порівняти попередній та остаточний висновки, то на перший погляд вони нібито майже не відрізняються. І справді, в них є лише одне уточнення. Однак воно надзвичайно важливе: якщо в попередньому висновку йшлося про те, що без належної спортивної боротьби було зіграно лише три останні хвилини матчу, то в остаточному йдеться вже про те, що футболісти діяли за сценарієм упродовж усієї зустрічі. Саме це дозволило комісії дійти висновку, що гра між «Карпатами» та «Спартаком» — це договірний матч.
Цей остаточний висновок Комісії чесної гри і розглядало Бюро ПФЛ. 26 квітня Бюро ПФЛ вирішило анулювати результат матчу «Карпати» — «Спартак» Суми через відсутність спортивної боротьби, обом командам зарахувати технічні поразки −:−. Також обидві команди оштрафували на 5 тисяч у.о.

## Найкращі бомбардири
|    | Гравець            | Клуб                                              | Ігри | Голи (пен.) |
| -- | ------------------ | ------------------------------------------------- | ---- | ----------- |
| 1  | Богдан Єсип        | «Нафтовик-Укрнафта» (Охтирка)                     | 30   | 19          |
| 2  | Микола Баглай      | «Газовик-Скала» (Стрий)                           | 32   | 15 (2)      |
| 3  | Вадим Кирилов      | «Зоря» (Луганськ)                                 | 29   | 14          |
| 4  | Павло Онисько      | «Газовик-Скала» (Стрий) «Кримтеплиця» (Молодіжне) | 32   | 14 (1)      |
| 5  | Максим Фещук       | «Карпати» (Львів)                                 | 30   | 12          |
| 5  | Валерій Іващенко   | «Оболонь» (Київ)                                  | 30   | 12          |
| 7  | Костянтин Візьонок | «Сталь» (Дніпродзержинськ)                        | 31   | 12 (2)      |
| 8  | Євген Селезньов    | «Шахтар-2» (Донецьк)                              | 30   | 11          |
| 9  | Сергій Кучеренко   | «Поділля» (Хмельницький)                          | 31   | 11 (3)      |
| 10 | Богдан Смішко      | «Зоря» (Луганськ)                                 | 26   | 10          |

1. 1 2  Враховуючи матч проти сумського «Спартака», результат якого був анульований